# Sahle-Work Zewde

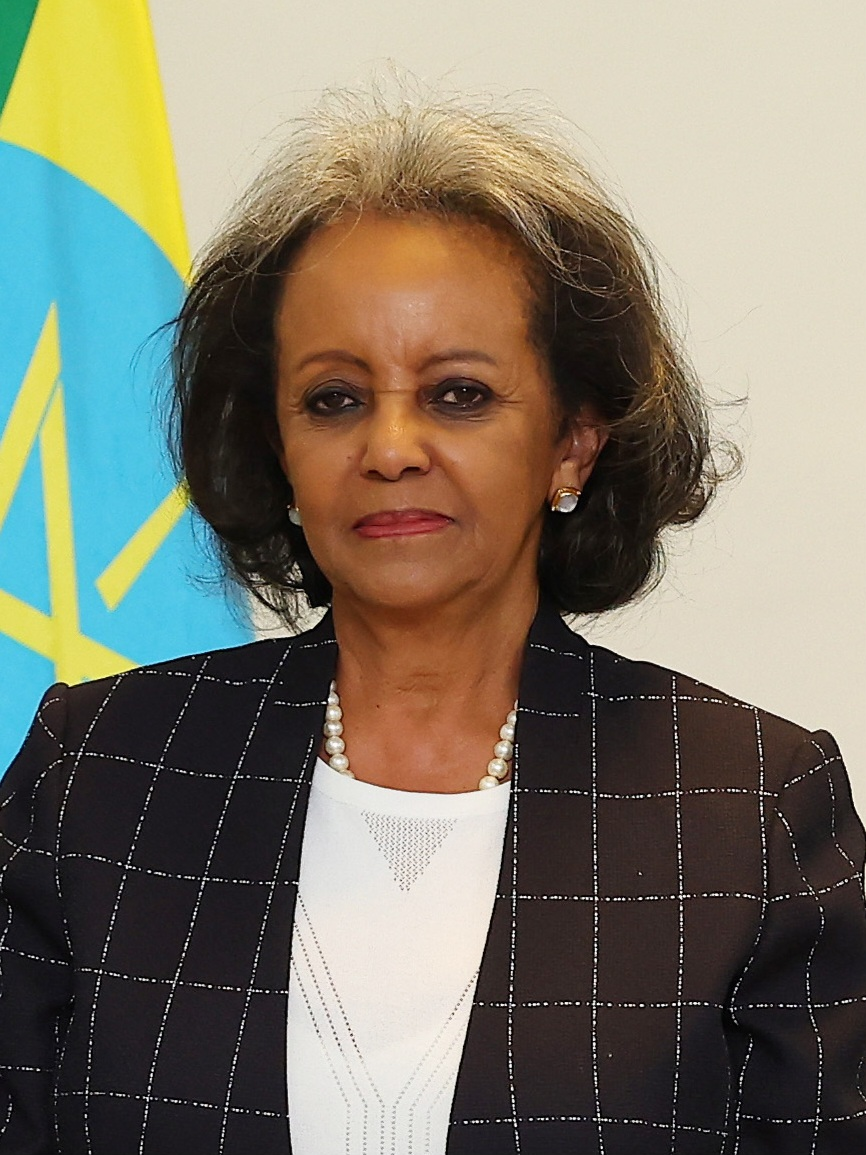
Sahle-Work Zewde (2022)

Sahle-Work Zewde (amharisch ሳህለወርቅ ዘውዴ; * 21. Februar 1950 in Addis Abeba, Kaiserreich Abessinien, heute Äthiopien) ist eine äthiopische Politikerin und Diplomatin. Sie war vom 25. Oktober 2018 bis zum 7. Oktober 2024 Präsidentin der Demokratischen Bundesrepublik Äthiopien.

## Leben
Sahle-Work schloss ein Studium der Naturwissenschaften an der Universität Montpellier ab und arbeitete im Anschluss im diplomatischen Dienst Äthiopiens. So war sie als Botschafterin unter anderem in Frankreich, Dschibuti und dem Senegal tätig sowie als ständige Vertreterin Äthiopiens bei der UNESCO, der Afrikanischen Union und der IGAD. 2011 wurde sie von Ban Ki-moon zur Leiterin des Büros der Vereinten Nationen in Nairobi (UNON) ernannt.
Sie wurde am 25. Oktober 2018 durch das äthiopische Parlament einstimmig als erste Frau zur Präsidentin gewählt. Diese Funktion ist großteils repräsentativ, insofern vergleichbar mit dem deutschen Bundespräsidenten. Zum Zeitpunkt ihrer Wahl war sie auch das einzige weibliche Staatsoberhaupt Afrikas. 2020 wurde sie vom Magazin Forbes eine der 50 mächtigsten Frauen Afrikas genannt.
Sahle-Work hat zwei Söhne. Ihre Muttersprache ist Amharisch. Daneben spricht sie Französisch und Englisch. Sie wird mit dem Namen Sahle-Work angesprochen, da in Äthiopien Nachnamen nicht gebräuchlich sind; Zewde ist ihr Vatersname.